# Tubarama iriomotejimana
Tubarama iriomotejimana är en insektsart som beskrevs av Yamasaki 1985. Tubarama iriomotejimana ingår i släktet Tubarama och familjen Mogoplistidae. Inga underarter finns listade i Catalogue of Life.